# مشوگا
مشوگا (به سوئدی: Meshuggah) (در زبان ییدیش و زبان عبری به معنای دیوانه می‌باشد) یک گروه اکستریم متال از اومئای سوئد است که در سال ۱۹۸۷ شکل گرفت. ترکیب درجه اول گروه شامل خواننده ینس کیدمن و لیدگیتاریست فردریک ثوردندال است، درامر توماس هاآکه در سال ۱۹۹۰ و ریتم گیتاریست مورتن هاگسترم که در سال ۱۹۹۲ به گروه پیوست. بیسیست گروه تا کنون چندباری تغییر کرده است که در نهایت دیک لوگرن در سال ۲۰۰۴ به عنوان نوازنده گیتار بیس به گروه پیوست.
این گروه سوئدی نخستین بار در سال ۱۹۹۵ توانست با آلبوم خود با نام تخریب،زدودن،ارتقاء ( Destroy Erase Improve) نگاه‌های بین‌المللی را به خود معطوف کند که دلیل آن آمیختن ضرب‌آهنگ‌های سریع دث متال ،ترش متال و پراگرسیو متال با عناصر جز فیوژن بود.
مشوگا به دلیل نوع موسیقی نوآورانه، پیچیده و چندوزنی خودشان شناخته می‌شوند. این گروه توسط مجله‌ی رولینگ استون در رده‌ی گروه‌های مهم در سبک موسیقی هوی متال و هارد راک قرار داده شده است، همچنین توسط مجله موسیقی آلترنتیو پرس به عنوان یکی از مهمترین گروه‌های متال شناخته می‌شود.

## اعضا

### اعضای کنونی
- ینس کیدمن – خواننده اصلی (۱۹۸۷–تاکنون)، گیتار ریتم (۱۹۸۷–۱۹۹۲)
- فردریک ثوردندال – گیتار لید، هم‌خوان (۱۹۸۷–تاکنون)، بیس (۲۰۰۱–۲۰۰۴)
- توماس هاآکه – درام، خواننده کلمه گفتاری (۱۹۹۰–تاکنون)
- مورتن هاگسترم – گیتار ریتم، هم‌خوان (۱۹۹۲–تاکنون)
- دیک لوگرن – بیس (۲۰۰۴–تاکنون)

### اعضای پیشین
- نیکلاس لونگرن – درام (۱۹۸۷–۱۹۹۰)
- پیتر نوردین – بیس (۱۹۸۷–۱۹۹۵)
- گوستاف هایلیم – بیس (۱۹۹۵–۲۰۰۱)

## آلبوم‌ها
- ۱۹۹۱: تضادهای بسته (به انگلیسی: Contradictions Collapse)
- ۱۹۹۵: بهبود محو را نابود کن (به انگلیسی: Destroy Erase Improve)
- ۱۹۹۸: کی‌آسفر (به انگلیسی: Chaosphere)
- ۲۰۰۲: نیستی (به انگلیسی: Nothing)
- ۲۰۰۵: سی‌وسه را بگیر (به انگلیسی: Catch Thirtythree)
- ۲۰۰۸: آبزن (به انگلیسی: obZen)
- ۲۰۱۲: کولوس (به انگلیسی: Koloss)
- ۲۰۱۶: خواب خشونت آمیز عقل (به انگلیسی: The Violent Sleep of Reaso)
- ۲۰۲۲: تغییرناپذیر (به انگلیسی: Immutable)